# Sparami (Cmqmartina)
Sparami è un singolo della cantautrice italiana Cmqmartina, pubblicato il 13 novembre 2020 da RCA e Sony Music.

## Tracce
Testi di Cmqmartina, musiche di Cmqmartina e Strage.
1. Sparami – 2:52

## Classifiche
| Classifica (2020) | Posizione massima |
| ----------------- | ----------------- |
| Italia            | 89                |